# 43. National Hockey League All-Star Game

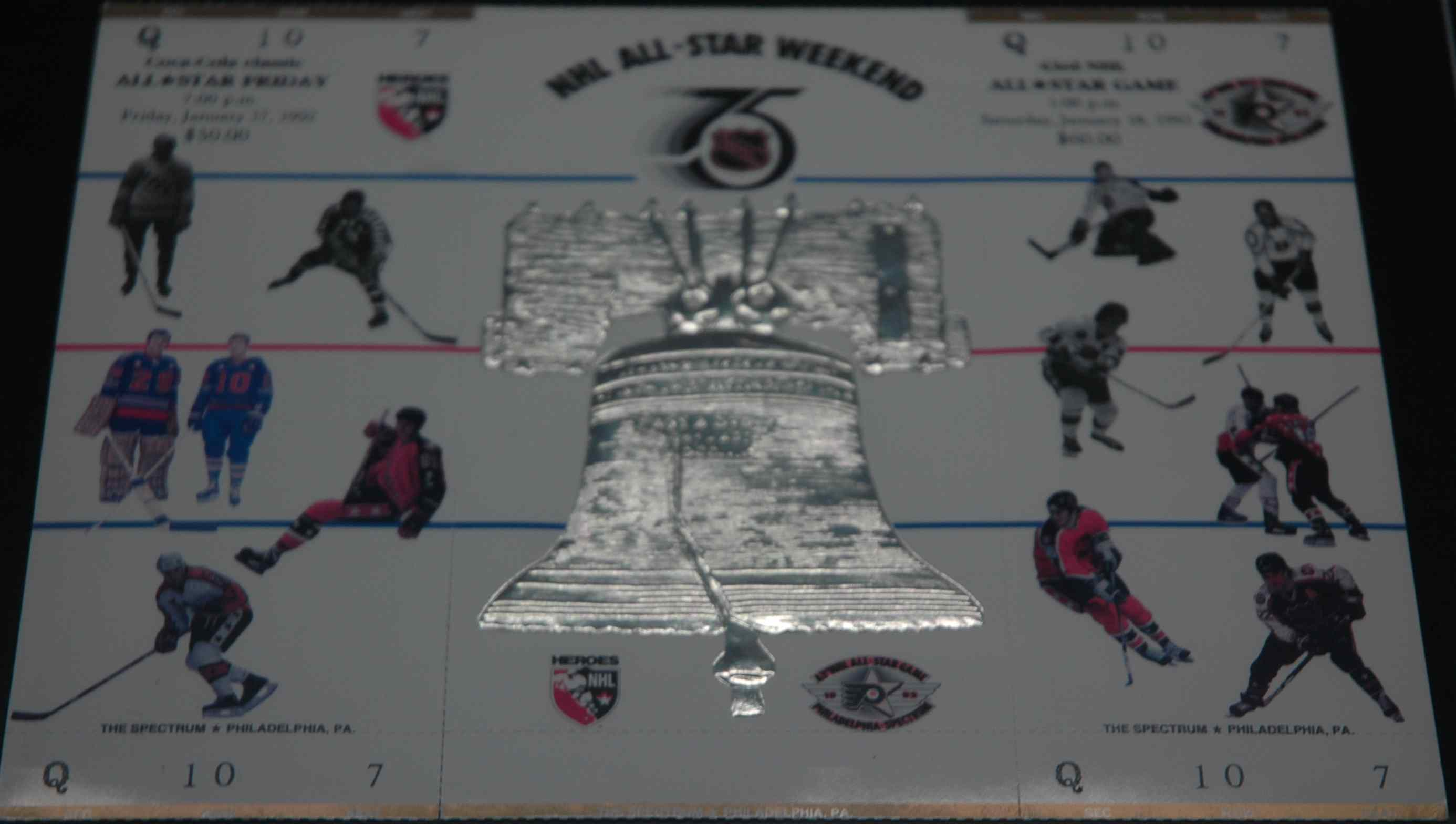
Eintrittskartenset zum NHL All-Star Wochenende 1992

Das 43. National Hockey League All-Star Game wurde am 18. Januar 1992 in Philadelphia ausgetragen. Das Spiel fand im The Spectrum, der Spielstätte des Gastgebers Philadelphia Flyers statt. Die All-Stars der Campbell Conference schlugen die der Prince of Wales Conference klar mit 10:6. Das Spiel sahen 17.380 Zuschauer. Brett Hull von den St. Louis Blues wurde zum MVP gekürt.

## Mannschaften
| #           | Land               | Spieler            | Pos.           | Team                  |
| Torhüter    |                    |                    |                |                       |
| 1           | Kanada             | Kirk McLean        | Kirk McLean    | Vancouver Canucks     |
| 30          | Kanada             | Ed Belfour         | Ed Belfour     | Chicago Blackhawks    |
| 32          | Kanada             | Tim Cheveldae      | Tim Cheveldae  | Detroit Red Wings     |
| Verteidiger |                    |                    |                |                       |
| 2           | Kanada             | Al MacInnis        | Al MacInnis    | Calgary Flames        |
| 4           | Kanada             | David Ellett       | David Ellett   | Toronto Maple Leafs   |
| 6           | Vereinigte Staaten | Phil Housley       | Phil Housley   | Winnipeg Jets         |
| 7           | Vereinigte Staaten | Chris Chelios      | Chris Chelios  | Chicago Blackhawks    |
| 19          | Kanada             | Larry Robinson     | Larry Robinson | Los Angeles Kings     |
| 24          | Kanada             | Doug Wilson        | Doug Wilson    | San Jose Sharks       |
| 25          | Kanada             | Mark Tinordi       | Mark Tinordi   | Minnesota North Stars |
| Angreifer   |                    |                    |                |                       |
| 10          | Kanada             | Gary Roberts       | LW             | Calgary Flames        |
| 12          | Kanada             | Adam Oates         | C              | St. Louis Blues       |
| 14          | Kanada             | Theoren Fleury     | RW             | Calgary Flames        |
| 16          | Vereinigte Staaten | Brett Hull         | RW             | St. Louis Blues       |
| 17          | Kanada             | Trevor Linden      | RW             | Vancouver Canucks     |
| 18          | Kanada             | Steve Yzerman      | C              | Detroit Red Wings     |
| 20          | Kanada             | Luc Robitaille     | LW             | Los Angeles Kings     |
| 21          | Kanada             | Vincent Damphousse | LW             | Edmonton Oilers       |
| 23          | Kanada             | Brian Bellows      | LW             | Minnesota North Stars |
| 27          | Vereinigte Staaten | Jeremy Roenick     | C              | Chicago Blackhawks    |
| 91          | Russland 1991      | Sergei Fjodorow    | C              | Detroit Red Wings     |
| 99          | Kanada             | Wayne Gretzky      | C              | Los Angeles Kings     |

| #           | Land               | Spieler           | Pos.            | Team                |
| Torhüter    |                    |                   |                 |                     |
| 1           | Kanada             | Don Beaupre       | Don Beaupre     | Washington Capitals |
| 33          | Kanada             | Patrick Roy       | Patrick Roy     | Montréal Canadiens  |
| 35          | Vereinigte Staaten | Mike Richter      | Mike Richter    | New York Rangers    |
| Verteidiger |                    |                   |                 |                     |
| 2           | Vereinigte Staaten | Brian Leetch      | Brian Leetch    | New York Rangers    |
| 4           | Kanada             | Scott Stevens     | Scott Stevens   | New Jersey Devils   |
| 5           | Vereinigte Staaten | Kevin Hatcher     | Kevin Hatcher   | Washington Capitals |
| 7           | Kanada             | Paul Coffey       | Paul Coffey     | Pittsburgh Penguins |
| 28          | Kanada             | Éric Desjardins   | Éric Desjardins | Montréal Canadiens  |
| 77          | Kanada             | Ray Bourque       | Ray Bourque     | Boston Bruins       |
| Angreifer   |                    |                   |                 |                     |
| 9           | Kanada             | Kirk Muller       | LW              | Montréal Canadiens  |
| 11          | Kanada             | Mark Messier      | C               | New York Rangers    |
| 12          | Kanada             | Owen Nolan        | RW              | Québec Nordiques    |
| 15          | Kanada             | John Cullen       | C               | Hartford Whalers    |
| 16          | Kanada             | Joe Sakic         | C               | Québec Nordiques    |
| 17          | Kanada             | Rod Brind’Amour   | RW              | Philadelphia Flyers |
| 18          | Kanada             | Randy Burridge    | LW              | Washington Capitals |
| 19          | Kanada             | Bryan Trottier    | C               | Pittsburgh Penguins |
| 20          | Kanada             | Ray Ferraro       | LW              | New York Islanders  |
| 25          | Vereinigte Staaten | Kevin Stevens     | LW              | Pittsburgh Penguins |
| 66          | Kanada             | Mario Lemieux     | C               | Pittsburgh Penguins |
| 68          | Tschechoslowakei   | Jaromír Jágr      | RW              | Pittsburgh Penguins |
| 89          | Russland 1991      | Alexander Mogilny | RW              | Buffalo Sabres      |

Schiedsrichter: Don Koharski 

Linienrichter: Mark Vines, Mark Pare 

Zuschauer: 17.380